# Бялка (Ряшівський повіт)
Бялка (пол. Białka) — розташоване на Закерзонні село в Польщі, у гміні Блажова Ряшівського повіту Підкарпатського воєводства.
Населення — 597 осіб (2011).

## Історія
Село знаходиться на заході Надсяння, де внаслідок примусового закриття церков у 1593 р. українське населення зазнало латинізації та полонізації. В архіві римо-католицької парафії Блажова зберігся документ 1637 р. про необхідність вигнання русинів з сіл Блажова, Бялка і Лецка.
У міжвоєнний період село належало до Ряшівського повіту Львівського воєводства.
У 1975-1998 роках село належало до Ряшівського воєводства.

## Демографія
Демографічна структура станом на 31 березня 2011 року:
|          | Загалом | Допрацездатний вік | Працездатний вік | Постпрацездатний вік |
| -------- | ------- | ------------------ | ---------------- | -------------------- |
| Чоловіки | 298     | 70                 | 193              | 35                   |
| Жінки    | 299     | 63                 | 165              | 71                   |
| Разом    | 597     | 133                | 358              | 106                  |